# 이르지 멘젤

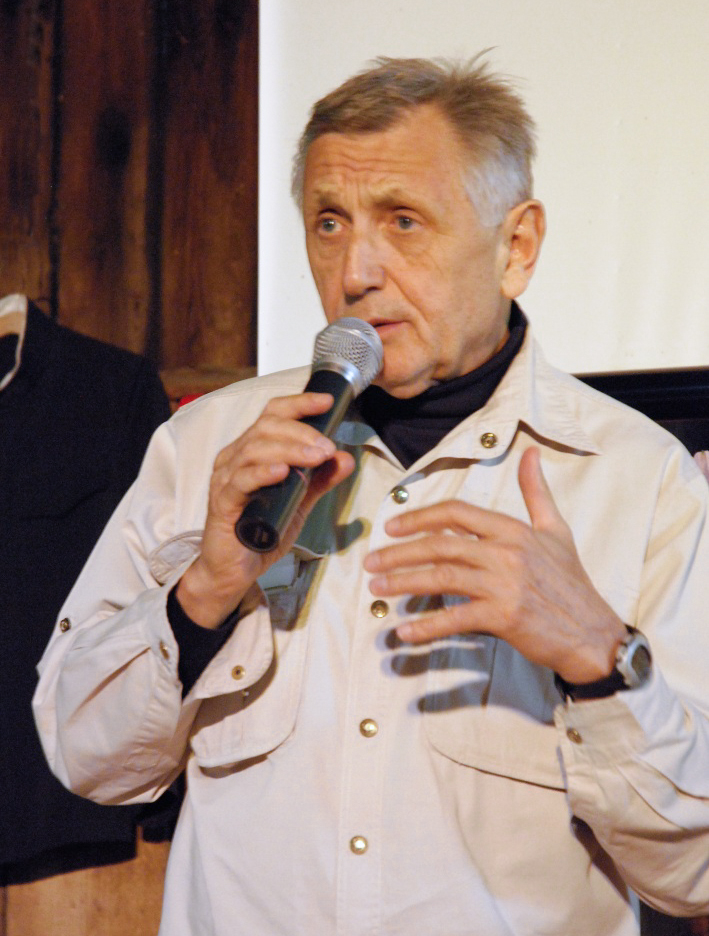
2007년의 이르지 멘젤.

이르지 멘젤(체코어: Jiří Menzel, 1938년 2월 23일 ~ 2020년 9월 5일)은 체코 출신의 영화 감독, 배우, 각본가이다.

## 작품활동
- 가까이서 본 기차 (1966)
- 줄 위의 종달새 (1969)
- 나는 영국 왕을 섬겼다 (2006)

## TV 시리즈
- Hospoda (The Pub) (1996). A sitcom where Menzel played a psychiatrist, who came everyday to one Prague pub. He made lots of fun with his friends.